# Izumi Kjóka
Izumi Kjóka (japánul: 泉 鏡花, Hepburn-átírással: Izumi Kyōka) (Kanazava, 1873. november 4. – Tokió, 1939. szeptember 7.) japán író.

## Élete
Valódi neve Izumi Kjótaró. Kézműves családba született az Isikava prefektúrabeli Kanazavában. Anyja már kora gyerekkorában megismertette a kuszazósi (fametszetekkel sűrűn illusztrált kommersz történetek az Edo-korban) műfajával, s ez nagy hatást gyakorolt későbbi művészetére. Mivel szegények voltak, a tandíjmentes a Hokuriku Angol–Japán Iskolába íratták be, amelyet misszionáriusok tartottak fenn. Kjóka 1890-ben Tokióba ment, és az ünnepelt író, Ozaki Kójó tanítványául szegődött. Első írásait csak nagy nehezen, Kójó segítségével tudta elhelyezni különböző folyóiratokban. Anyja, apja korán meghalt, Kójó pedig olyan féltékenyen irányította kedvenc tanítványa életét, hogy annak házasodására is csak a mester halála után kerülhetett sor. Kjóka sokat betegeskedett, előbb beriberi, majd gyomorbántalmak kínozták, végül tüdőrákba halt bele. A tokiói Zósigaja-temetőben nyugszik, más hírességek, például Nacume Szószeki és Tódzsó Hideki mellett. Szülőföldje, Kanazava szobrot állított emlékének.

## Művészete
Kjóka a megkésett japán romantika jelentős képviselője. Talán gyermekkori olvasmányai és családi háttere következtében különc, babonás ember volt, írásai is a groteszk, a természetfölötti és a fantasztikus jegyében fogantak, Poe novelláira emlékeztetnek. Jó példa erre a korai Kója hidzsiri („A Kója-hegyi vándor szerzetes”, 1900), amely egy szerzetes hátborzongató kalandjait, ijesztő élményeit festi le vadonbeli vándorlása során (ez később Nakagami Kendzsire is nagy hatással volt). Másik fő témája a fiatalemberre gondot viselő szép, idősebb nő (ami anyja korai halálára vezethető vissza): ezt tükrözi a Teriha kjógen („A Teriha színtársulat”, 1896) című színdarabja. Regényeinek gyakori témája (akárcsak Nagai Kafúnál, Tanizaki Dzsunicsirónál) az edói városi kultúra és a bordélynegyedek világa. Élete második felét a Tokiótól nem messze eső, idilli nyaralóhelyen, Zusiban töltötte, itt születtek legismertebb írásai: Onna keizu („A nők leszármazása”, 1907), Siraszagi („A fehér kócsag”, 1909), Uta andon („Dal lámpafénynél”, 1910).

### További művei
- Tanin no cuma („Egy másik ember felesége”, 1893)
- Jakódzsunsza („Az éjjeliőr”, 1895)
- Samiszenbori („A Samiszen-csatorna”, 1910)
- Jasa ga ike („A démon tava”, színdarab, 1913)
- Kaidzsin besszó („A tengeristen villája”, színdarab, 1913)
- Nihonbasi (színdarab, 1914)

## Magyarul
Izumi Kjóka következő négy elbeszélése olvasható magyarul a Szentek és démonok. Japán gótikus történetek c. kötetben, amely 2012-ben a Fapadoskonyv.hu gondozásában, Szabó Nóra fordításában jelent meg (bev., utószó, jegyz. Charles Siró Inouje):
- A műtő
- A Kója-hegyi szent ember
- Egy tavaszi nap
- Oszen és Szokicsi